# Direct Payments
Die Direct Payments- Regelung ist eine Initiative der britischen Regierung im Bereich der Sozialen Dienste, wobei der Anwender direkt Geld bekommt, um für seine Pflege zu bezahlen, statt des üblichen Verfahrens der Versorgung durch die Kommunalbehörde (in Deutschland: Persönliches Budget). Das Cabinet Office Strategy Unit nennt Direktzahlungen: "Die erfolgreichste Politik im Bereich der sozialen Betreuung.
Direkte Zahlungen werden als wichtiger Beitrag für die Unabhängigkeit, das Wohlbefinden und die Lebensqualität von Menschen mit Behinderungen gesehen, als Sieg für die Rechte behinderter Menschen.

## Entwicklung
Direktzahlungen wurden mit dem Community Care (Direct Payments) Act (1996) mit Inkrafttreten im April 1997 eingerichtet und standen zunächst nur für bestimmte Teilbereiche zur Verfügung, für soziale Betreuung. Das Gesetz gab lokalen Behörden in Großbritannien und Nordirland die Befugnis zur Direktzahlung an Menschen mit Behinderung. Ursprünglich war dies auf Personen unter 65 Jahre mit körperlichen und sensorischen Beeinträchtigungen, Lernschwierigkeiten und psychischen Problemen beschränkt. Es wurde später geändert, um ältere Menschen, 16 und 17-Jährigen, die Eltern behinderter Kindern und in England, Wales und Nordirland Pflegepersonen einzubeziehen. Das Gesetz gab lokalen Ämtern und Gesundheitsbehörden die Möglichkeit, Direktzahlungen zu leisten oder bestehende Modelle der Leistungserbringung beizubehalten. Dies führte zu einer ungleichen Entwicklung der Direktzahlungen innerhalb des Vereinigten Königreichs mit besonders schlechter Akzeptanz in Schottland.
Der Carers and Disabled Children Act (2000) erlaubt Eltern von behinderten Kindern und berechtigten 16 und 17-Jährigen in England und Wales, Direktzahlungen zu erhalten.
Im Health and Social Care Act (2001), der 2003 in Kraft trat, wurden Veränderungen festgelegt. Alle lokalen Behörden wurden verpflichtet, allen in Frage kommenden Personen Direktzahlungen anzubieten.

## Direct Payments in der Praxis
Direktzahlungen sollen die Nutzer der Dienstleistung stärken, indem sie die Dienstleistungen, die sie nutzen entsprechend ihrer Bedürfnisse auswählen und selbst die Kontrolle darüber haben. Jede Person, die über diese Regelung  einen Geldbetrag erhält, verwaltet ihn selbst, eventuell mit Hilfe von anderen, wie der Familie oder einer externen Interessengruppe. Entsprechend der Bedürfnisse kann mit diesem Geld jede Dienstleistung erworben werden. Sowie das Geld übergeben wurde, tritt die Person an die Stelle der örtlichen Behörde, die zuvor die Pflege zugeteilt hat. Das Geld bleibt öffentliches Geld der lokalen Behörde, die die Zahlungen veranlasst, daher müssen die Empfänger ihre Ausgaben einzeln belegen, so dass die lokale Behörde ihrer Kontrollpflicht nachkommen kann.
Es gibt jedoch keine Verpflichtung für eine Person, für die Gesamtheit ihres Pflegebedarfes Direktzahlungen zu erhalten, den Menschen steht frei, die Direktzahlungen für einige ihrer Bedürfnisse mit traditionellen Methoden der Versorgung zu mischen. Direkte Zahlungen können verwendet werden, um einen persönlichen Assistenten direkt zu beschäftigen (in diesem Fall kann der Empfänger der Direktzahlungen nach britischem Recht als Arbeitgeber eingestuft werden mit allen damit verbundenen Pflichten) oder um Pflegekräfte aus einer privaten häuslichen Pflegeagentur zu mieten. Als Alternative kann der Empfänger entscheiden, andere lokale Dienstleistungen zu bezahlen, um damit seine Unabhängigkeit innerhalb seiner Wohnung und der Gemeinschaft zu erhalten, wie z. B. Essen auf Rädern, Taxi und soziale Vereine.